# 丘國良
丘國良（英語：Sammul Yau Kwok Leung，1969年4月4日—），香港前男演員及廣告模特兒。

## 簡歷
丘國良身高6尺1吋，畢業於香港華仁書院，與胡世傑曾是同學，就讀中學五年級時被星探發掘，邀請試鏡成功開始兼職拍攝廣告工作，1987年他參加亞洲電視主辦《香港超級模特兒大賽》，其他參賽者包括黃德斌及林偉等角逐「最有型格男模特兒」獎項，最終由黎劍星勝出。1988年參加無綫電視主辦《銀河接力大賽》入圍男主角組惟最終落敗，賽後獲TVB羅致簽約三年成為該台基本藝員，首項工作是主持節目《K-100》，1994年他與李麗珍演出一部三級電影，現已淡出演藝圈。

## 演出作品

### 無綫電視劇
| 年份   | 劇名         | 角色                 |
| 1988年 | 小小大丈夫   |                      |
| 1989年 | 飛虎群英     | 大炮                 |
| 1990年 | 優皮幹探     |                      |
| 1990年 | 劍魔獨孤求敗 | 尹志剛               |
| 1990年 | 傲劍春秋     | 平原君               |
| 1991年 | 三八佳人     | 卓立光               |
| 1991年 | 未婚爸爸     |                      |
| 1992年 | 700愛情專線  | 阿樂（第2集 三角戀） |
| 1993年 | 天倫         | 調查員               |
| 1993年 | 壹號皇庭II   | 原訴律師             |
| 1993年 | 雌雄大老千   | Eric                 |
| 1993年 | 少年五虎     | Maria夫              |
| 1993年 | 偷心大少     | 阿信                 |

### 綜藝節目
- 1988年《K-100》（主持）

### 音樂錄像MV
- 1988年《誰在意》周美茵
- 1991年《情未了》（KARAOKE）
- 1991年《真愛在明天》（KARAOKE）
- 1991年《讓我愉快我一次》（KARAOKE）
- 1993年《一水隔天涯》鄭秀文

### 電影
- 1989年《傲氣雄鷹》
- 1991年《花街神女》
- 1994年《不扣鈕的女孩》飾演 Dick
- 2000年《猛鬼36層》

## 廣告代言
- 1987年《建造業訓練局》
- 1988年《華園沙爹及咖喱牛肉》

## 外部連結
- 丘國良在香港影庫上的簡介